# Grönfeltsgården

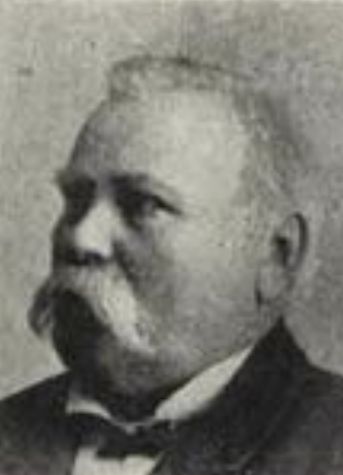
Felix Ferdinand Grönfeldt i Hvar 8 dag, den 12 maj 1901.

Grönfeltsgården är en före detta gårdsbyggnad i centrala Karlskoga vid Möckelns norra strand, gården är om tre huskroppar och uppfördes 1883 av Felix Ferdinand Grönfeldt, distriktsveterinär i Karlskoga, ursprungligen Orädder (1828–1901) född i Viborg, far till Gustaf Felix Grönfeldt. Gården används som hotell och en restaurang.